# كلود فرديناند جيلارد
كلود فرديناند جيلارد (بالفرنسية: Claude Ferdinand Gaillard)‏ هو رسام ونقاش فرنسي، ولد في 7 يناير 1834 في باريس في فرنسا، وتوفي في 20 يناير 1887 في الدائرة الخامسة عشرة في باريس في فرنسا.